# Papilio toboroi
Papilio toboroi је врста лептира из породице једрилаца (лат. Papilionidae).

## Распрострањење
Врста има станиште у Папуи Новој Гвинеји и Соломоновим острвима.

## Станиште
Врста Papilio toboroi има станиште на копну.

## Угроженост
Ова врста није угрожена, и наведена је као последња брига јер има широко распрострањење.